# Comana du Pont

Comana ou Comana du Pont (grec moderne : Κόμανα Ποντική) est une ancienne cité de la région du Pont, que l'on dit colonisée depuis Comana en Cappadoce.
Elle était située au bord de la rivière Iris (l'actuelle rivière Yeşilırmak), et sa situation centrale en faisait, selon l'historien antique Strabon, un lieu de commerce très apprécié des Arméniens et des commerçants venus d'ailleurs. Les habitants de la ville vénéraient la déesse de la Lune avec une pompe et une cérémonie comparables à celles qui avaient lieu dans la ville de Cappadoce. Il n'y avait pas moins de 6 000 esclaves rattachés au seul temple. Jean Chrysostome y mourut lors de son exil de Cocysus dans le massif de l'Anti-Taurus pour rejoindre Constantinople. On peut toujours voir quelques restes très réduits de la ville de Comana près d'un village nommé Gümenek (ou Kiliçli Mah) sur le Yeşil, à une dizaine de kilomètres de Tokat : un tertre, et quelques inscriptions sur un pont franchissant la rivière, sur la route de Niksar à Tokat.
Comana possède un siège épiscopal (Comana pontica ou Comanen(sis) ponticus) ayant d'abord appartenu à la province romaine de Cappadoce puis au diocèse civil du Pont. Il faisait partie du patriarcat de Constantinople et était suffragant de l'archidiocèse de Néocésarée. Parmi les figures marquantes : l'évêque et martyr Alexandre, et Junia qui est parfois citée comme évêque de la ville. Il compte désormais parmi les évêchés titulaires de l'Église catholique ; le siège est vacant depuis le 31 janvier 1969. 

## Source
- (en) Cet article est partiellement ou en totalité issu de l’article de Wikipédia en anglais intitulé « Comana Pontica » (voir la liste des auteurs).